# Circonscription Est (Luxembourg)
Pour les articles homonymes, voir Est (homonymie).
Cet article concerne une circonscription électorale du Luxembourg. Pour la circonscription électorale française pour les élections européennes, voir circonscription Est.
La deuxième circonscription ou circonscription Est est l'une des quatre circonscriptions électorales que compte le Luxembourg. Elle est utilisée comme division électorale pour les élections législatives.
Depuis les élections législatives du 17 juin 1984, elle est représentée à la Chambre des députés par sept députés.

## Description géographique et démographique
La circonscription Est est constituée des trois cantons situés à l'est du grand-duché, à savoir les cantons de Grevenmacher, Remich et Echternach et son territoire est identique à celui de l'ancien district de Grevenmacher. La circonscription a pour chef-lieu la commune de Remich.

## Description historique et politique
Elle est instaurée en 1919 par la loi concernant la modification de la loi électorale qui précise à l'article 77 que le pays forme désormais quatre circonscriptions électorales.
La circonscription est actuellement représentée par sept députés, c'est la plus petite des quatre circonscriptions du Luxembourg. Dans le système électoral luxembourgeois, qui est une forme du système Hagenbach-Bischoff, cela signifie que chaque électeur peut voter pour un maximum de sept candidats différents. Le vote au Luxembourg est obligatoire. Ces deux facteurs réunis font que le nombre de voix exprimées est bien supérieur au nombre de membres de l'électorat.

### Historique des députations

#### 15elégislature
| Parti | Parti              | Députés       |
| ----- | ------------------ | ------------- |
| RP    |                    | Auguste Thorn |
| RP    | Joseph Bech        |               |
| RP    | Albert Dühr        |               |
| RP    | Mathias Huss       |               |
| RP    | Adolphe Klein      |               |
| RP    | Lamoral de Villers |               |
| K     |                    | Othon Decker  |

- Joseph Bech (RP) est remplacé en 1921 par Jean-Baptiste Didier.
- Othon Decker (K) est remplacé en 1923 par Auguste Keiffer.

#### 16elégislature
| Parti | Parti                | Députés       |
| ----- | -------------------- | ------------- |
| RP    |                      | Joseph Bech   |
| RP    | Adolphe Klein        |               |
| RP    | Jean-Baptiste Didier |               |
| RP    | Mathias Huss         |               |
| RP    | Jean-Pierre Wiltzius |               |
| OL    |                      | Pierre Godart |
| OL    | Othon Decker         |               |

- Joseph Bech (RP) est remplacé en 1926 par Mathias Ley.
- Adolphe Klein (RP) est remplacé en 1927 par Lamoral de Villers.
  - Lamoral de Villers (RP)  est remplacé en  par –.
- Mathias Huss (RP)  est remplacé en  par –.
- Othon Decker (OL) est remplacé en  par Auguste Keiffer.

#### 18elégislature
| Parti | Parti                | Députés      |
| ----- | -------------------- | ------------ |
| RP    |                      | Joseph Bech  |
| RP    | Adolphe Klein        |              |
| RP    | Mathias Schaffner    |              |
| RP    | Jean-Baptiste Didier |              |
| O     |                      | Othon Decker |
| O     | Pierre Godart        |              |

- Joseph Bech (RP) est remplacé en  par Jean-Pierre Wiltzius.

#### 19elégislature
| Parti | Parti           | Députés          |
| ----- | --------------- | ---------------- |
| CSV   |                 | Joseph Bech      |
| CSV   | Guillaume Speck |                  |
| CSV   | Nicolas Thill   |                  |
| CSV   | Aloyse Duhr     |                  |
| GPD   |                 | Robert Schaffner |
| I     |                 | Othon Decker     |

- Joseph Bech (CSV) est remplacé le 16 novembre 1945 par Adolphe Klein.
  - Adolphe Klein (CSV) n'est pas réélu aux élections de 1948. Joseph Bech (CSV) est alors remplacé le 20 juillet 1948 par Nicolas Leonardy.
- Aloyse Duhr n'est pas réélu aux élections de 1948.
- Robert Schaffner (GPD) est remplacé le 5 mars 1947 par Charles Wagner.
  - Charles Wagner est réélu aux élections de 1948. Robert Schaffner (GPD) est alors remplacé le 20 juillet 1948 par Ernest Wiltzius.

#### 20elégislature
| Parti | Parti            | Députés         |
| ----- | ---------------- | --------------- |
| CSV   |                  | Nicolas Thill   |
| CSV   | Guillaume Speck  |                 |
| CSV   | Nicolas Leonardy |                 |
| GPD   |                  | Ernest Wiltzius |
| I     |                  | Othon Decker    |

- Ernest Wiltzius (GPD) est remplacé le 2 février 1954 par Victor Braun.

#### 21elégislature
| Parti | Parti           | Députés          |
| ----- | --------------- | ---------------- |
| CSV   |                 | Joseph Bech      |
| CSV   | Nicolas Thill   |                  |
| CSV   | Guillaume Speck |                  |
| CSV   | Aloyse Duhr     |                  |
| GD    |                 | Robert Schaffner |
| LSAP  |                 | Othon Decker     |

- Joseph Bech (CSV) est remplacé le 6 juillet 1954 par Nicolas Leonardy.

#### 22elégislature
| Parti | Parti           | Députés          |
| ----- | --------------- | ---------------- |
| CSV   |                 | Joseph Bech      |
| CSV   | Aloyse Duhr     |                  |
| CSV   | Guillaume Speck |                  |
| GD    |                 | Robert Schaffner |
| GD    | Charles Wagner  |                  |
| LSAP  |                 | Othon Decker     |

- Robert Schaffner (GD) est remplacé le 5 mars 1959 par André Prost.
- Othon Decker (LSAP) est remplacé le 19 février 1963 par Georges Hurt.

#### 23elégislature
| Parti | Parti         | Députés          |
| ----- | ------------- | ---------------- |
| CSV   |               | Ali Duhr         |
| CSV   | Fernand Kons  |                  |
| CSV   | Emile Schaus  |                  |
| LSAP  |               | Georges Hurt     |
| LSAP  | Victor Bodson |                  |
| GD    |               | Robert Schaffner |

- Victor Bodson (LSAP) est remplacé le 6 juillet 1967 par Marcel Schlechter.

#### 24elégislature
| Parti | Parti          | Députés             |
| ----- | -------------- | ------------------- |
| CSV   |                | Jean-Pierre Büchler |
| CSV   | Fernand Kons   |                     |
| CSV   | Ali Duhr       |                     |
| DP    |                | Robert Schaffner    |
| DP    | Charles Wagner |                     |
| LSAP  |                | Georges Hurt        |

- Jean-Pierre Büchler (CSV) est remplacé le 5 février 1969 par Jean-Pierre Urwald.
- Fernand Kons (CSV) est remplacé le 7 novembre 1972 par Théo Bohnenberger.
- Ali Duhr (CSV) n'est pas remplacé après sa mort survenue le 1er janvier 1974.

#### 25elégislature
| Parti | Parti               | Députés            |
| ----- | ------------------- | ------------------ |
| CSV   |                     | Jean-Pierre Urwald |
| CSV   | Jean-Pierre Büchler |                    |
| DP    |                     | Robert Schaffner   |
| DP    | Charles Wagner      |                    |
| LSAP  |                     | Georges Hurt       |
| LSAP  | Marcel Schlechter   |                    |

- Jean-Pierre Urwald est remplacé le 14 février 1978 par Fernand Boden.

#### 26elégislature
| Parti | Parti              | Députés           |
| ----- | ------------------ | ----------------- |
| CSV   |                    | Fernand Boden     |
| CSV   | Jean-Pierre Urwald |                   |
| CSV   | Pol Wagener        |                   |
| DP    |                    | Charles Wagner    |
| DP    | Victor Braun       |                   |
| LSAP  |                    | Marcel Schlechter |

- Fernand Boden est remplacé le 24 juillet 1979 par Roger Lenert.

#### 27elégislature
| Parti | Parti              | Députés           |
| ----- | ------------------ | ----------------- |
| CSV   |                    | Fernand Boden     |
| CSV   | Pol Wagener        |                   |
| CSV   | Jean-Pierre Urwald |                   |
| DP    |                    | Paul Helminger    |
| DP    | Victor Braun       |                   |
| LSAP  |                    | Marcel Schlechter |
| LSAP  | Aly Schroeder      |                   |

- Fernand Boden est remplacé le 23 juillet 1984 par Roger Lenert.
- Marcel Schlechter est remplacé le 23 juillet 1984 par Jos Scheuer.

#### 28elégislature
| Parti | Parti          | Députés           |
| ----- | -------------- | ----------------- |
| CSV   |                | Fernand Boden     |
| CSV   | Norbert Konter |                   |
| CSV   | Fernand Kons   |                   |
| LSAP  |                | Marcel Schlechter |
| LSAP  | Jos Scheuer    |                   |
| DP    |                | Robert Gitzinger  |
| ADR   |                | Robert Mehlen     |

- Fernand Boden est remplacé le 18 juillet 1989 par Nicolas Strotz.
- Marcel Schlechter est remplacé le 25 octobre 1990 par Françoise Kuffer.

#### 29elégislature
| Parti | Parti          | Députés           |
| ----- | -------------- | ----------------- |
| CSV   |                | Fernand Boden     |
| CSV   | Norbert Konter |                   |
| CSV   | Nicolas Strotz |                   |
| LSAP  |                | Marcel Schlechter |
| LSAP  | Jos Scheuer    |                   |
| DP    |                | Carlo Wagner      |
| ADR   |                | Robert Mehlen     |

- Fernand Boden est remplacé le 18 juillet 1994 par Lucien Clement.
- Marcel Schlechter est remplacé le 18 juillet 1994 par Françoise Kuffer.

#### 30elégislature
| Parti | Parti                    | Députés       |
| ----- | ------------------------ | ------------- |
| CSV   |                          | Fernand Boden |
| CSV   | Lucien Clement           |               |
| CSV   | Marie-Josée Frank-Meyers |               |
| DP    |                          | Carlo Wagner  |
| DP    | Maggy Nagel              |               |
| ADR   |                          | Robert Mehlen |
| LSAP  |                          | Jos Scheuer   |

- Fernand Boden est remplacé le 12 août 1999 par Nicolas Strotz.
- Carlo Wagner est remplacé le 12 août 1999 par Jeannot Belling.

#### 31elégislature
| Parti | Parti          | Députés       |
| ----- | -------------- | ------------- |
| CSV   |                | Fernand Boden |
| CSV   | Octavie Modert |               |
| CSV   | Lucien Clement |               |
| DP    |                | Carlo Wagner  |
| LSAP  |                | Jos Scheuer   |
| ADR   |                | Robert Mehlen |
| Gréng |                | Henri Kox     |

- Fernand Boden est remplacé le 3 août 2004 par Marie-Josée Frank.
- Octavie Modert est remplacée le 3 août 2004 par Françoise Hetto-Gaasch.

#### 32elégislature
| Parti | Parti                  | Députés        |
| ----- | ---------------------- | -------------- |
| CSV   |                        | Octavie Modert |
| CSV   | Françoise Hetto-Gaasch |                |
| CSV   | Fernand Boden          |                |
| CSV   | Marie-Josée Frank      |                |
| LSAP  |                        | Nicolas Schmit |
| Gréng |                        | Henri Kox      |
| DP    |                        | Carlo Wagner   |

- Octavie Modert (CSV) est remplacée le 28 juillet 2009 par Lucien Clement.
- Françoise Hetto-Gaasch (CSV) est remplacée le 28 juillet 2009 par Léon Gloden.
- Nicolas Schmit (CSV) est remplacé le 28 juillet 2009 par Ben Scheuer.

#### 33elégislature
| Parti | Parti          | Députés                |
| ----- | -------------- | ---------------------- |
| CSV   |                | Françoise Hetto-Gaasch |
| CSV   | Octavie Modert |                        |
| CSV   | Léon Gloden    |                        |
| DP    |                | Maggy Nagel            |
| DP    | Lex Delles     |                        |
| Gréng |                | Henri Kox              |
| LSAP  |                | Nicolas Schmit         |

- Maggy Nagel (DP) est remplacée le 5 décembre 2013 par Gilles Baum.
- Nicolas Schmit (LSAP) est remplacé le 5 décembre 2013 par Tess Burton.

#### 34elégislature
| Parti | Parti          | Députés                |
| ----- | -------------- | ---------------------- |
| CSV   |                | Françoise Hetto-Gaasch |
| CSV   | Octavie Modert |                        |
| CSV   | Léon Gloden    |                        |
| DP    |                | Lex Delles             |
| DP    | Gilles Baum    |                        |
| Gréng |                | Carole Dieschbourg     |
| LSAP  |                | Nicolas Schmit         |

- Lex Delles (DP) est remplacé le 6 décembre 2018 par Carole Hartmann.
- Carole Dieschbourg (Gréng) est remplacée le 6 décembre 2018 par Henri Kox
  - Henri Kox (Gréng) est remplacé le 23 octobre 2019 par Chantal Gary.
- Nicolas Schmit (LSAP) est remplacé le 6 décembre 2018 par Tess Burton.

### Historique des élections

#### Synthèse

##### Avant 1945
|       |       | 1919 | 1922 | 1925 | 1928 | 1931 | 1934 | 1937 | 1940 |
| ----- | ----- | ---- | ---- | ---- | ---- | ---- | ---- | ---- | ---- |
| RP    |       | 6    |      | 5    | 5    |      | 4    |      |      |
| K     |       | 1    |      |      |      |      |      |      |      |
| OL    |       |      |      | 2    | 2    |      |      |      |      |
| O     |       |      |      |      |      |      | 3    |      |      |
|       |       |      |      |      |      |      |      |      |      |
| Total | Total | 7    |      | 7    | 7    |      | 7    |      | 7    |

##### Après 1945
| CSV   |       | 4 | 3 | 4 | 3 | 3 | 3 | 2 | 3 | 3 | 3 | 3 | 3 | 3 | 4 | 3 | 3 | – |  |  |  |
| DP    |       | 1 | 2 | 1 | 2 | 1 | 2 | 2 | 2 | 2 | 1 | 1 | 2 | 1 | 1 | 2 | 2 | – |  |  |  |
| LSAP  |       | 0 | 1 | 1 | 1 | 2 | 1 | 1 | 1 | 2 | 2 | 2 | 1 | 1 | 1 | 1 | 1 | – |  |  |  |
| I     |       | 1 |   |   |   |   |   |   |   |   |   |   |   |   |   |   |   |   |  |  |  |
| SdP   |       |   |   |   |   |   |   | 1 | 0 | 0 |   |   |   |   |   |   |   |   |  |  |  |
| Gréng |       |   |   |   |   |   |   |   |   |   | 0 | 0 | 0 | 1 | 1 | 1 | 1 | – |  |  |  |
| ADR   |       |   |   |   |   |   |   |   |   |   | 1 | 1 | 1 | 1 | 0 | 0 | 0 | – |  |  |  |
|       |       |   |   |   |   |   |   |   |   |   |   |   |   |   |   |   |   |   |  |  |  |
| Total | Total | 6 | 6 | 6 | 6 | 6 | 6 | 6 | 6 | 7 | 7 | 7 | 7 | 7 | 7 | 7 | 7 | 7 |  |  |  |

#### Élections de 1919
Les élections législatives de 1919 ont eu lieu le 26 octobre 1919. Voici les résultats pour ces élections législatives, ceux-ci ne comprennent que les noms des élus.
| Partis                   | Partis                            | Voix    | %     | +/- | Sièges | +/-           |  |
| ------------------------ | --------------------------------- | ------- | ----- | --- | ------ | ------------- |  |
|                          | Parti de la droite (RP)           | 90 252  | 75,15 | Nv  | 6      | Nv            |  |
|                          | Cartel (K)                        | 22 057  | 18,37 | Nv  | 1      | Nv            |  |
|                          | Parti populaire indépendant (OVP) | 7 790   | 6,49  | Nv  | 0      | Nv            |  |
| Total des voix           | Total des voix                    | 120 099 | 100   |     |        |               |  |
|                          |                                   |         |       |     |        |               |  |
| Votes valides            | Votes valides                     | 18 075  | 94,86 |     |        |               |  |
| Votes blancs et nuls     | Votes blancs et nuls              | 979     | 5,14  |     |        |               |  |
| Total                    | Total                             | 19 054  | 100   | -   | 7      | en stagnation |  |
| Abstentions              | Abstentions                       | –       | –     |     |        |               |  |
| Inscrits / Participation | Inscrits / Participation          | –       | –     |     |        |               |  |

| Nom | Nom                | Parti | Voix   | %     |
| --- | ------------------ | ----- | ------ | ----- |
|     | Auguste Thorn      | RP    | 13 564 | 11,29 |
|     | Joseph Bech        | RP    | 13 369 | 11,13 |
|     | Albert Dühr        | RP    | 13 215 | 11,00 |
|     | Mathias Huss       | RP    | 12 929 | 10,77 |
|     | Adolphe Klein      | RP    | 12 703 | 10,58 |
|     | Lamoral de Villers | RP    | 12 348 | 10,28 |
|     | Othon Decker       | K     | 4 900  | 4,08  |

#### Élections de 1922
Les élections législatives partielles de 1922 ont eu lieu le 28 mai 1922 dans les circonscriptions Centre et Nord du pays.

#### Élections de 1925
Les élections législatives de 1925 ont eu lieu le 1er mars 1925. Voici les résultats pour ces élections législatives, ceux-ci ne comprennent que les noms des élus.
| Partis                   | Partis                   | Voix    | %     | +/-   | Sièges | +/-           |  |
| ------------------------ | ------------------------ | ------- | ----- | ----- | ------ | ------------- |  |
|                          | Parti de la droite (RP)  | 69 322  | 57,94 | 17,21 | 5      | 1             |  |
|                          | Gauche indépendante (OL) | 39 700  | 33,18 | 14,81 | 2      | 1             |  |
|                          | Union indépendante (OV)  | 10 625  | 8,88  | Nv    | 0      | Nv            |  |
| Total des voix           | Total des voix           | 119 647 | 100   |       |        |               |  |
|                          |                          |         |       |       |        |               |  |
| Votes valides            | Votes valides            | 17 632  | 96,51 |       |        |               |  |
| Votes blancs et nuls     | Votes blancs et nuls     | 638     | 3,49  |       |        |               |  |
| Total                    | Total                    | 18 270  | 100   | -     | 7      | en stagnation |  |
| Abstentions              | Abstentions              | –       | –     |       |        |               |  |
| Inscrits / Participation | Inscrits / Participation | –       | –     |       |        |               |  |

| Nom | Nom                  | Parti | Voix   | %     |
| --- | -------------------- | ----- | ------ | ----- |
|     | Joseph Bech          | RP    | 12 316 | 10,29 |
|     | Adolphe Klein        | RP    | 10 758 | 8,99  |
|     | Jean-Baptiste Didier | RP    | 10 030 | 8,38  |
|     | Mathias Huss         | RP    | 9 983  | 8,34  |
|     | Jean-Pierre Wiltzius | RP    | 9 322  | 7,79  |
|     | Pierre Godart        | OL    | 8 585  | 7,18  |
|     | Othon Decker         | OL    | 7 761  | 6,49  |

#### Élections de 1928
Les élections législatives partielles de 1928 ont eu lieu le 3 juin 1928 dans les circonscriptions Sud et Est du pays. Voici les résultats pour ces élections législatives, ceux-ci ne comprennent que les noms des élus.
| Partis                   | Partis                   | Voix    | %     | +/-  | Sièges | +/-           |  |
| ------------------------ | ------------------------ | ------- | ----- | ---- | ------ | ------------- |  |
|                          | Parti de la droite (RP)  | 77 636  | 63,35 | 5,41 | 5      | en stagnation |  |
|                          | Gauche indépendante (OL) | 36 773  | 30,01 | 3,17 | 2      | en stagnation |  |
|                          | Groupe indépendant (OG)  | 8 137   | 6,64  | Nv   | 0      | Nv            |  |
| Total des voix           | Total des voix           | 122 546 | 100   |      |        |               |  |
|                          |                          |         |       |      |        |               |  |
| Votes valides            | Votes valides            | 18 457  | 95,46 |      |        |               |  |
| Votes blancs et nuls     | Votes blancs et nuls     | 878     | 4,54  |      |        |               |  |
| Total                    | Total                    | 19 335  | 100   | -    | 7      | en stagnation |  |
| Abstentions              | Abstentions              | –       | –     |      |        |               |  |
| Inscrits / Participation | Inscrits / Participation | –       | –     |      |        |               |  |

| Nom | Nom                  | Parti | Voix   | %     |
| --- | -------------------- | ----- | ------ | ----- |
|     | Joseph Bech          | RP    | 16 222 | 13,24 |
|     | Adolphe Klein        | RP    | 11 588 | 9,46  |
|     | Jean-Baptiste Didier | RP    | 10 806 | 8,82  |
|     | Mathias Schaffner    | RP    | 10 280 | 8,39  |
|     | Jean-Pierre Wiltzius | RP    | 10 152 | 8,28  |
|     | Pierre Godart        | OL    | 7 838  | 6,40  |
|     | Auguste Keiffer      | OL    | 7 732  | 6,31  |

#### Élections de 1931
Les élections législatives partielles de 1931 ont eu lieu le 7 juin 1931 dans les circonscriptions Sud, Centre et Nord du pays.

#### Élections de 1934
Les élections législatives partielles de 1934 ont eu lieu le 3 juin 1934 dans les circonscriptions Sud et Est du pays. Voici les résultats pour ces élections législatives, ceux-ci ne comprennent que les noms des élus.
| Partis                   | Partis                   | Voix    | %     | +/-  | Sièges | +/-           |  |
| ------------------------ | ------------------------ | ------- | ----- | ---- | ------ | ------------- |  |
|                          | Parti de la droite (RP)  | 77 560  | 60,47 | 2,88 | 4      | 1             |  |
|                          | Indépendants (O)         | 50 707  | 39,53 | 9,52 | 3      | 1             |  |
| Total des voix           | Total des voix           | 128 267 | 100   |      |        |               |  |
|                          |                          |         |       |      |        |               |  |
| Votes valides            | Votes valides            | –       | –     |      |        |               |  |
| Votes blancs et nuls     | Votes blancs et nuls     | –       | –     |      |        |               |  |
| Total                    | Total                    | –       | 100   | -    | 7      | en stagnation |  |
| Abstentions              | Abstentions              | –       | –     |      |        |               |  |
| Inscrits / Participation | Inscrits / Participation | –       | –     |      |        |               |  |

| Nom | Nom                  | Parti | Voix   | %     |
| --- | -------------------- | ----- | ------ | ----- |
|     | Joseph Bech          | RP    | 15 211 | 11,86 |
|     | Adolphe Klein        | RP    | 11 101 | 8,66  |
|     | Mathias Schaffner    | RP    | 10 629 | 8,29  |
|     | Jean-Baptiste Didier | RP    | 10 441 | 8,14  |
|     | Othon Decker         | O     | 10 149 | 7,91  |
|     | Auguste Keiffer      | O     | 10 064 | 7,85  |

#### Élections de 1937
Les élections législatives partielles de 1937 ont eu lieu le 6 juin 1937 dans les circonscriptions Centre et Nord du pays.

#### Élections de 1945
Les élections législatives de 1945 ont eu lieu le 21 octobre 1945. Voici les résultats pour ces élections législatives, ceux-ci ne comprennent que les noms des élus.
| Partis                   | Partis                                         | Voix    | %     | +/- | Sièges | +/- |  |
| ------------------------ | ---------------------------------------------- | ------- | ----- | --- | ------ | --- |  |
|                          | Parti populaire chrétien-social (CSV)          | 64 045  | 58,20 | Nv  | 4      | Nv  |  |
|                          | Groupement patriotique et démocratique (GPD)   | 21 535  | 19,57 | Nv  | 1      | Nv  |  |
|                          | Indépendants de la Moselle                     | 13 977  | 12,70 | Nv  | 1      | Nv  |  |
|                          | Parti ouvrier socialiste luxembourgeois (LSAP) | 7 988   | 7,26  | Nv  | 0      | Nv  |  |
|                          | Parti communiste luxembourgeois (KPL)          | 2 503   | 2,27  | Nv  | 0      | Nv  |  |
| Total des voix           | Total des voix                                 | 110 048 | 100   |     |        |     |  |
|                          |                                                |         |       |     |        |     |  |
| Votes blancs et nuls     | Votes blancs et nuls                           | 794     | 4,01  |     |        |     |  |
| Votes valides            | Votes valides                                  | 19 011  | 95,99 |     |        |     |  |
| Total                    | Total                                          | 19 805  | 100   | -   | 6      | 1   |  |
| Abstentions              | Abstentions                                    | –       | –     |     |        |     |  |
| Inscrits / Participation | Inscrits / Participation                       | –       | –     |     |        |     |  |

| Nom | Nom              | Parti | Voix   | %     |
| --- | ---------------- | ----- | ------ | ----- |
|     | Joseph Bech      | CSV   | 15 064 | 13,69 |
|     | Guillaume Speck  | CSV   | 11 077 | 10,07 |
|     | Nicolas Thill    | CSV   | 10 127 | 9,20  |
|     | Aloyse Duhr      | CSV   | 9 736  | 8,85  |
|     | Robert Schaffner | GPD   | 6 077  | 5,52  |
|     | Othon Decker     | I     | 4 003  | 3,64  |

#### Élections de 1948
Les élections législatives partielles de 1948 ont eu lieu le 6 juin 1948 dans les circonscriptions Sud et Est du pays. Voici les résultats pour ces élections législatives, ceux-ci ne comprennent que les noms des élus.
| Partis                   | Partis                                       | Voix    | %     | +/-  | Sièges | +/-           |  |
| ------------------------ | -------------------------------------------- | ------- | ----- | ---- | ------ | ------------- |  |
|                          | Parti populaire chrétien-social (CSV)        | 53 690  | 50,40 | 7,80 | 3      | 1             |  |
|                          | Groupement patriotique et démocratique (GPD) | 28 324  | 26,59 | 7,02 | 2      | 1             |  |
|                          | Socialistes indépendants                     | 21 888  | 20,55 | Nv   | 1      | Nv            |  |
|                          | Démocrates luxembourgeois                    | 2 636   | 2,47  | Nv   | 0      | Nv            |  |
| Total des voix           | Total des voix                               | 106 538 | 100   |      |        |               |  |
|                          |                                              |         |       |      |        |               |  |
| Votes valides            | Votes valides                                | 18 568  | 93,72 |      |        |               |  |
| Votes blancs et nuls     | Votes blancs et nuls                         | 1 245   | 6,28  |      |        |               |  |
| Total                    | Total                                        | 19 813  | 100   | -    | 6      | en stagnation |  |
| Abstentions              | Abstentions                                  | –       | –     |      |        |               |  |
| Inscrits / Participation | Inscrits / Participation                     | –       | –     |      |        |               |  |

| Nom | Nom              | Parti | Voix   | %     |
| --- | ---------------- | ----- | ------ | ----- |
|     | Joseph Bech      | CSV   | 12 203 | 11,45 |
|     | Robert Schaffner | GPD   | 10 232 | 9,60  |
|     | Guillaume Speck  | CSV   | 9 309  | 8,74  |
|     | Nicolas Leonardy | CSV   | 8 514  | 7,99  |
|     | Othon Decker     | I     | 6 027  | 5,66  |
|     | Charles Wagner   | GPD   | 4 920  | 4,62  |

#### Élections de 1951
Les élections législatives partielles de 1951 ont eu lieu le 3 juin 1951 dans les circonscriptions Centre et Nord du pays.

#### Élections de 1954
Les élections législatives de 1954 ont eu lieu le 30 mai 1954. Voici les résultats pour ces élections législatives, ceux-ci ne comprennent que les noms des élus.
| Partis                   | Partis                                         | Voix    | %     | +/-  | Sièges | +/-           |  |
| ------------------------ | ---------------------------------------------- | ------- | ----- | ---- | ------ | ------------- |  |
|                          | Parti populaire chrétien-social (CSV)          | 62 987  | 56,02 | 5,62 | 4      | 1             |  |
|                          | Groupement démocratique (GD)                   | 24 529  | 21,82 | 4,77 | 1      | 1             |  |
|                          | Parti ouvrier socialiste luxembourgeois (LSAP) | 23 077  | 20,52 | Nv   | 1      | Nv            |  |
|                          | Parti communiste luxembourgeois (KPL)          | 1 844   | 1,64  | Nv   | 0      | Nv            |  |
| Total des voix           | Total des voix                                 | 112 437 | 100   |      |        |               |  |
|                          |                                                |         |       |      |        |               |  |
| Votes valides            | Votes valides                                  | 19 480  | 94,92 |      |        |               |  |
| Votes blancs et nuls     | Votes blancs et nuls                           | 1 043   | 5,08  |      |        |               |  |
| Total                    | Total                                          | 20 523  | 100   | -    | 6      | en stagnation |  |
| Abstentions              | Abstentions                                    | –       | –     |      |        |               |  |
| Inscrits / Participation | Inscrits / Participation                       | –       | –     |      |        |               |  |

| Nom | Nom              | Parti | Voix   | %     |
| --- | ---------------- | ----- | ------ | ----- |
|     | Joseph Bech      | CSV   | 14 038 | 12,49 |
|     | Nicolas Thill    | CSV   | 10 518 | 9,36  |
|     | Guillaume Speck  | CSV   | 10 036 | 8,93  |
|     | Aloyse Duhr      | CSV   | 9 925  | 8,83  |
|     | Robert Schaffner | GD    | 5 757  | 5,12  |
|     | Othon Decker     | LSAP  | 5 156  | 4,59  |

#### Élections de 1959
Les élections législatives de 1959 ont eu lieu le 1er février 1959. Voici les résultats pour ces élections législatives, ceux-ci ne comprennent que les noms des élus.
| Partis                   | Partis                                         | Voix    | %     | +/-  | Sièges | +/-           |  |
| ------------------------ | ---------------------------------------------- | ------- | ----- | ---- | ------ | ------------- |  |
|                          | Parti populaire chrétien-social (CSV)          | 54 031  | 49,62 | 6,40 | 3      | 1             |  |
|                          | Parti démocratique (DP)                        | 31 302  | 28,75 | 6,93 | 2      | 1             |  |
|                          | Parti ouvrier socialiste luxembourgeois (LSAP) | 23 560  | 21,64 | 1,12 | 1      | en stagnation |  |
| Total des voix           | Total des voix                                 | 108 893 | 100   |      |        |               |  |
|                          |                                                |         |       |      |        |               |  |
| Votes valides            | Votes valides                                  | 18 913  | 95,03 |      |        |               |  |
| Votes blancs et nuls     | Votes blancs et nuls                           | 990     | 4,97  |      |        |               |  |
| Total                    | Total                                          | 19 903  | 100   | -    | 6      | en stagnation |  |
| Abstentions              | Abstentions                                    | –       | –     |      |        |               |  |
| Inscrits / Participation | Inscrits / Participation                       | –       | –     |      |        |               |  |

| Nom | Nom              | Parti | Voix   | %     |
| --- | ---------------- | ----- | ------ | ----- |
|     | Joseph Bech      | CSV   | 11 676 | 10,72 |
|     | Aloyse Duhr      | CSV   | 9 055  | 8,32  |
|     | Guillaume Speck  | CSV   | 8 752  | 8,04  |
|     | Robert Schaffner | DP    | 7 911  | 7,27  |
|     | Charles Wagner   | DP    | 6 984  | 6,41  |
|     | Othon Decker     | LSAP  | 4 916  | 4,52  |

#### Élections de 1964
Les élections législatives de 1964 ont eu lieu le 7 juin 1964. Voici les résultats pour ces élections législatives, ceux-ci ne comprennent que les noms des élus.
| Partis                   | Partis                                         | Voix    | %     | +/-  | Sièges | +/-           |  |
| ------------------------ | ---------------------------------------------- | ------- | ----- | ---- | ------ | ------------- |  |
|                          | Parti populaire chrétien-social (CSV)          | 47 068  | 46,36 | 3,26 | 3      | en stagnation |  |
|                          | Parti ouvrier socialiste luxembourgeois (LSAP) | 25 449  | 25,07 | 3,43 | 2      | 1             |  |
|                          | Parti démocratique (DP)                        | 19 749  | 19,45 | 9,30 | 1      | 1             |  |
|                          | Mouvement indépendant populaire (MIP)          | 6 162   | 6,07  | Nv   | 0      | Nv            |  |
|                          | Parti communiste luxembourgeois (KPL)          | 3 100   | 3,05  | Nv   | 0      | Nv            |  |
| Total des voix           | Total des voix                                 | 101 528 | 100   |      |        |               |  |
|                          |                                                |         |       |      |        |               |  |
| Votes valides            | Votes valides                                  | 17 929  | 93,42 |      |        |               |  |
| Votes blancs et nuls     | Votes blancs et nuls                           | 1 263   | 6,58  |      |        |               |  |
| Total                    | Total                                          | 19 192  | 100   | -    | 6      | en stagnation |  |
| Abstentions              | Abstentions                                    | 2 161   | 10,12 |      |        |               |  |
| Inscrits / Participation | Inscrits / Participation                       | 21 353  | 89,88 |      |        |               |  |

| Nom | Nom              | Parti | Voix  | %    |
| --- | ---------------- | ----- | ----- | ---- |
|     | Ali Duhr         | CSV   | 9 001 | 8,87 |
|     | Fernand Kons     | CSV   | 8 490 | 8,36 |
|     | Emile Schaus     | CSV   | 8 251 | 8,13 |
|     | Georges Hurt     | LSAP  | 5 228 | 5,15 |
|     | Victor Bodson    | LSAP  | 5 195 | 5,12 |
|     | Robert Schaffner | DP    | 4 830 | 4,76 |

#### Élections de 1968
Les élections législatives de 1968 ont eu lieu le 15 décembre 1968. Voici les résultats pour ces élections législatives, ceux-ci ne comprennent que les noms des élus.
| Partis                   | Partis                                         | Voix   | %     | +/-  | Sièges | +/-           |  |
| ------------------------ | ---------------------------------------------- | ------ | ----- | ---- | ------ | ------------- |  |
|                          | Parti populaire chrétien-social (CSV)          | 46 959 | 47,59 | 1,23 | 3      | en stagnation |  |
|                          | Parti démocratique (DP)                        | 23 584 | 23,90 | 4,45 | 2      | 1             |  |
|                          | Parti ouvrier socialiste luxembourgeois (LSAP) | 22 400 | 22,70 | 2,37 | 1      | 1             |  |
|                          | Parti communiste luxembourgeois (KPL)          | 5 018  | 5,09  | 2,04 | 0      | en stagnation |  |
|                          | Parti de la solidarité nationale (PSN)         | 705    | 0,72  | Nv   | 0      | Nv            |  |
| Total des voix           | Total des voix                                 | 98 666 | 100   |      |        |               |  |
|                          |                                                |        |       |      |        |               |  |
| Votes valides            | Votes valides                                  | 17 355 | 93,62 |      |        |               |  |
| Votes blancs et nuls     | Votes blancs et nuls                           | 1 183  | 6,38  |      |        |               |  |
| Total                    | Total                                          | 18 538 | 100   | -    | 6      | en stagnation |  |
| Abstentions              | Abstentions                                    | 2 869  | 13,40 |      |        |               |  |
| Inscrits / Participation | Inscrits / Participation                       | 21 407 | 86,60 |      |        |               |  |

| Nom | Nom                 | Parti | Voix  | %    |
| --- | ------------------- | ----- | ----- | ---- |
|     | Jean-Pierre Büchler | CSV   | 9 409 | 9,54 |
|     | Fernand Kons        | CSV   | 8 723 | 8,84 |
|     | Ali Duhr            | CSV   | 8 153 | 8,26 |
|     | Robert Schaffner    | DP    | 5 716 | 5,79 |
|     | Charles Wagner      | DP    | 5 348 | 5,42 |
|     | Georges Hurt        | LSAP  | 5 238 | 5,31 |

#### Élections de 1974
Les élections législatives de 1974 ont eu lieu le 26 mai 1974. Voici les résultats pour ces élections législatives, ceux-ci ne comprennent que les noms des élus.
| Partis                   | Partis                                         | Voix    | %     | +/-   | Sièges | +/-           |  |
| ------------------------ | ---------------------------------------------- | ------- | ----- | ----- | ------ | ------------- |  |
|                          | Parti populaire chrétien-social (CSV)          | 40 758  | 36,61 | 10,98 | 2      | 1             |  |
|                          | Parti démocratique (DP)                        | 29 296  | 26,32 | 2,42  | 2      | en stagnation |  |
|                          | Parti ouvrier socialiste luxembourgeois (LSAP) | 19 311  | 17,35 | 5,35  | 1      | en stagnation |  |
|                          | Parti social-démocrate (SdP)                   | 18 807  | 16,89 | Nv    | 1      | Nv            |  |
|                          | Parti communiste luxembourgeois (KPL)          | 3 154   | 2,83  | 2,26  | 0      | en stagnation |  |
| Total des voix           | Total des voix                                 | 111 326 | 100   |       |        |               |  |
|                          |                                                |         |       |       |        |               |  |
| Votes valides            | Votes valides                                  | 19 449  | 94,21 |       |        |               |  |
| Votes blancs et nuls     | Votes blancs et nuls                           | 1 195   | 5,79  |       |        |               |  |
| Total                    | Total                                          | 20 644  | 100   | -     | 6      | en stagnation |  |
| Abstentions              | Abstentions                                    | –       | –     |       |        |               |  |
| Inscrits / Participation | Inscrits / Participation                       | –       | –     |       |        |               |  |

| Nom | Nom                 | Parti | Voix  | %    |
| --- | ------------------- | ----- | ----- | ---- |
|     | Jean-Pierre Urwald  | CSV   | 8 436 | 7,58 |
|     | Jean-Pierre Büchler | CSV   | 8 137 | 7,31 |
|     | Robert Schaffner    | DP    | 6 582 | 5,91 |
|     | Charles Wagner      | DP    | 6 505 | 5,84 |
|     | Georges Hurt        | SdP   | 5 205 | 4,68 |
|     | Marcel Schlechter   | LSAP  | 3 880 | 3,49 |

#### Élections de 1979
Les élections législatives de 1979 ont eu lieu le 10 juin 1979. Voici les résultats pour ces élections législatives, ceux-ci ne comprennent que les noms des élus.
| Partis                   | Partis                                         | Voix    | %     | +/-  | Sièges | +/-           |  |
| ------------------------ | ---------------------------------------------- | ------- | ----- | ---- | ------ | ------------- |  |
|                          | Parti populaire chrétien-social (CSV)          | 48 552  | 43,03 | 6,42 | 3      | 1             |  |
|                          | Parti démocratique (DP)                        | 27 009  | 23,94 | 2,38 | 2      | en stagnation |  |
|                          | Parti ouvrier socialiste luxembourgeois (LSAP) | 18 214  | 16,14 | 1,21 | 1      | en stagnation |  |
|                          | Parti social-démocrate (SdP)                   | 8 275   | 7,33  | 9,56 | 0      | 1             |  |
|                          | Enrôlés de force                               | 8 099   | 7,18  | Nv   | 0      | Nv            |  |
|                          | Parti communiste luxembourgeois (KPL)          | 1 735   | 1,54  | 1,29 | 0      | en stagnation |  |
|                          | Alternativ Lëscht - Wiert Iech                 | 940     | 0,83  | Nv   | 0      | Nv            |  |
| Total des voix           | Total des voix                                 | 112 824 | 100   |      |        |               |  |
|                          |                                                |         |       |      |        |               |  |
| Votes valides            | Votes valides                                  | 19 602  | 92,16 |      |        |               |  |
| Votes blancs et nuls     | Votes blancs et nuls                           | 1 668   | 7,84  |      |        |               |  |
| Total                    | Total                                          | 21 270  | 100   | -    | 6      | en stagnation |  |
| Abstentions              | Abstentions                                    | –       | –     |      |        |               |  |
| Inscrits / Participation | Inscrits / Participation                       | –       | –     |      |        |               |  |

| Nom | Nom                | Parti | Voix   | %    |
| --- | ------------------ | ----- | ------ | ---- |
|     | Fernand Boden      | CSV   | 10 938 | 9,70 |
|     | Jean-Pierre Urwald | CSV   | 8 931  | 7,92 |
|     | Pol Wagener        | CSV   | 7 502  | 6,65 |
|     | Charles Wagner     | DP    | 5 360  | 4,75 |
|     | Victor Braun       | DP    | 5 141  | 4,56 |
|     | Marcel Schlechter  | LSAP  | 3 949  | 3,50 |

#### Élections de 1984
Les élections législatives de 1984 ont eu lieu le 17 juin 1984. Voici les résultats pour ces élections législatives, ceux-ci ne comprennent que les noms des élus.
| Partis                   | Partis                                         | Voix    | %     | +/-  | Sièges | +/-           |  |
| ------------------------ | ---------------------------------------------- | ------- | ----- | ---- | ------ | ------------- |  |
|                          | Parti populaire chrétien-social (CSV)          | 57 989  | 42,37 | 0,66 | 3      | en stagnation |  |
|                          | Parti démocratique (DP)                        | 37 501  | 27,40 | 3,46 | 2      | en stagnation |  |
|                          | Parti ouvrier socialiste luxembourgeois (LSAP) | 35 224  | 25,74 | 9,60 | 2      | 1             |  |
|                          | Parti socialiste indépendant (PSI)             | 3 294   | 2,41  | Nv   | 0      | Nv            |  |
|                          | Parti communiste luxembourgeois (KPL)          | 2 844   | 2,08  | 0,54 | 0      | en stagnation |  |
| Total des voix           | Total des voix                                 | 136 852 | 100   |      |        |               |  |
|                          |                                                |         |       |      |        |               |  |
| Votes valides            | Votes valides                                  | 20 921  | 94,22 |      |        |               |  |
| Votes blancs et nuls     | Votes blancs et nuls                           | 1 284   | 5,78  |      |        |               |  |
| Total                    | Total                                          | 22 205  | 100   | -    | 7      | 1             |  |
| Abstentions              | Abstentions                                    | 3 111   | 12,29 |      |        |               |  |
| Inscrits / Participation | Inscrits / Participation                       | 25 316  | 87,71 |      |        |               |  |

| Nom | Nom                | Parti | Voix   | %    |
| --- | ------------------ | ----- | ------ | ---- |
|     | Fernand Boden      | CSV   | 12 931 | 9,45 |
|     | Pol Wagener        | CSV   | 8 038  | 5,87 |
|     | Jean-Pierre Urwald | CSV   | 8 017  | 5,86 |
|     | Paul Helminger     | DP    | 7 914  | 5,78 |
|     | Marcel Schlechter  | LSAP  | 6 880  | 5,03 |
|     | Victor Braun       | DP    | 6 284  | 4,59 |
|     | Aly Schroeder      | LSAP  | 5 771  | 4,22 |

#### Élections de 1989
Les élections législatives de 1989 ont eu lieu le 18 juin 1989. Voici les résultats pour ces élections législatives, ceux-ci ne comprennent que les noms des élus.
| Partis                   | Partis                                                 | Voix    | %     | +/-  | Sièges | +/-           |  |
| ------------------------ | ------------------------------------------------------ | ------- | ----- | ---- | ------ | ------------- |  |
|                          | Parti populaire chrétien-social (CSV)                  | 47 918  | 33,82 | 8,55 | 3      | en stagnation |  |
|                          | Parti ouvrier socialiste luxembourgeois (LSAP)         | 37 328  | 26,35 | 0,61 | 2      | en stagnation |  |
|                          | Parti démocratique (DP)                                | 25 899  | 18,28 | 9,12 | 1      | 1             |  |
|                          | Comité d'action pour les retraites au 5/6ème pour tous | 16 182  | 11,42 | Nv   | 1      | Nv            |  |
|                          | Parti de l’alternative verte (GAP)                     | 4 636   | 3,27  | Nv   | 0      | Nv            |  |
|                          | Liste verte, initiative écologiste (GLEI)              | 4 176   | 2,95  | Nv   | 0      | Nv            |  |
|                          | Mouvement national (NB)                                | 2 606   | 1,84  | Nv   | 0      | Nv            |  |
|                          | Parti communiste luxembourgeois (KPL)                  | 2 075   | 1,47  | Nv   | 0      | en stagnation |  |
|                          | Alliance de l'alternative verte (GRAL)                 | 849     | 0,60  | Nv   | 0      | Nv            |  |
| Total des voix           | Total des voix                                         | 141 669 | 100   |      |        |               |  |
|                          |                                                        |         |       |      |        |               |  |
| Votes valides            | Votes valides                                          | 21 321  | 94,61 |      |        |               |  |
| Votes blancs et nuls     | Votes blancs et nuls                                   | 1 215   | 5,39  |      |        |               |  |
| Total                    | Total                                                  | 22 536  | 100   | -    | 7      | en stagnation |  |
| Abstentions              | Abstentions                                            | 3 230   | 12,54 |      |        |               |  |
| Inscrits / Participation | Inscrits / Participation                               | 25 766  | 87,46 |      |        |               |  |

| Nom | Nom               | Parti | Voix  | %    |
| --- | ----------------- | ----- | ----- | ---- |
|     | Fernand Boden     | CSV   | 9 817 | 6,93 |
|     | Marcel Schlechter | LSAP  | 7 822 | 5,52 |
|     | Jos Scheuer       | LSAP  | 7 091 | 5,01 |
|     | Norbert Konter    | CSV   | 7 061 | 4,98 |
|     | Fernand Kons      | CSV   | 6 882 | 4,86 |
|     | Robert Gitzinger  | DP    | 4 507 | 3,18 |
|     | Robert Mehlen     | Akt.  | 3 452 | 2,44 |

#### Élections de 1994
Les élections législatives de 1994 ont eu lieu le 12 juin 1994. Voici les résultats pour ces élections législatives, ceux-ci ne comprennent que les noms des élus.
| Partis                   | Partis                                                           | Voix    | %     | +/-  | Sièges | +/-           |  |
| ------------------------ | ---------------------------------------------------------------- | ------- | ----- | ---- | ------ | ------------- |  |
|                          | Parti populaire chrétien-social (CSV)                            | 47 124  | 32,57 | 1,25 | 3      | en stagnation |  |
|                          | Parti ouvrier socialiste luxembourgeois (LSAP)                   | 33 491  | 23,15 | 3,20 | 2      | en stagnation |  |
|                          | Parti démocratique (DP)                                          | 30 750  | 21,25 | 2,97 | 1      | en stagnation |  |
|                          | Comité d'action pour la démocratie et des retraites justes (ADR) | 16 430  | 11,36 | 0,06 | 1      | en stagnation |  |
|                          | Les Verts (GLEI-GAP)                                             | 13 086  | 9,04  | Nv   | 0      | Nv            |  |
|                          | Mouvement national (NB)                                          | 2 938   | 2,03  | 0,19 | 0      | en stagnation |  |
|                          | Parti communiste luxembourgeois (KPL)                            | 867     | 0,60  | 0.87 | 0      | en stagnation |  |
| Total des voix           | Total des voix                                                   | 144 686 | 100   |      |        |               |  |
|                          |                                                                  |         |       |      |        |               |  |
| Votes valides            | Votes valides                                                    | 21 906  | 94,26 |      |        |               |  |
| Votes blancs et nuls     | Votes blancs et nuls                                             | 1 335   | 5,74  |      |        |               |  |
| Total                    | Total                                                            | 23 241  | 100   | -    | 7      | en stagnation |  |
| Abstentions              | Abstentions                                                      | 3 329   | 12,53 |      |        |               |  |
| Inscrits / Participation | Inscrits / Participation                                         | 26 570  | 87,47 |      |        |               |  |

| Nom | Nom               | Parti | Voix  | %    |
| --- | ----------------- | ----- | ----- | ---- |
|     | Fernand Boden     | CSV   | 9 441 | 6,53 |
|     | Norbert Konter    | CSV   | 7 977 | 5,51 |
|     | Marcel Schlechter | LSAP  | 7 039 | 4,87 |
|     | Nicolas Strotz    | CSV   | 7 025 | 4,86 |
|     | Jos Scheuer       | LSAP  | 6 568 | 4,54 |
|     | Carlo Wagner      | DP    | 5 538 | 3,83 |
|     | Robert Mehlen     | ADR   | 4 641 | 3,21 |

#### Élections de 1999
Les élections législatives de 1999 ont eu lieu le 13 juin 1999. Voici les résultats pour ces élections législatives, ceux-ci ne comprennent que les noms des élus.
| Partis                   | Partis                                                           | Voix    | %     | +/-  | Sièges | +/-           |  |
| ------------------------ | ---------------------------------------------------------------- | ------- | ----- | ---- | ------ | ------------- |  |
|                          | Parti populaire chrétien-social (CSV)                            | 48 765  | 32,45 | 0,12 | 3      | en stagnation |  |
|                          | Parti démocratique (DP)                                          | 36 935  | 24,58 | 3,33 | 2      | 1             |  |
|                          | Parti ouvrier socialiste luxembourgeois (LSAP)                   | 27 037  | 17,99 | 5,16 | 1      | 1             |  |
|                          | Comité d'action pour la démocratie et des retraites justes (ADR) | 20 358  | 13,58 | 2,22 | 1      | en stagnation |  |
|                          | Les Verts (Gréng)                                                | 13 047  | 8,65  | 0,39 | 0      | en stagnation |  |
|                          | La Gauche (Lénk)                                                 | 2 448   | 1,63  | Nv   | 0      | Nv            |  |
|                          | Alliance verte et libérale (GaL)                                 | 1 680   | 1,12  | Nv   | 0      | Nv            |  |
| Total des voix           | Total des voix                                                   | 150 270 | 100   |      |        |               |  |
|                          |                                                                  |         |       |      |        |               |  |
| Votes valides            | Votes valides                                                    | 22 690  | 93,68 |      |        |               |  |
| Votes blancs et nuls     | Votes blancs et nuls                                             | 1 532   | 6,33  |      |        |               |  |
| Total                    | Total                                                            | 24 222  | 100   | -    | 7      | en stagnation |  |
| Abstentions              | Abstentions                                                      | 3 981   | 14,12 |      |        |               |  |
| Inscrits / Participation | Inscrits / Participation                                         | 28 203  | 85,88 |      |        |               |  |

| Nom | Nom                      | Parti | Voix  | %    |
| --- | ------------------------ | ----- | ----- | ---- |
|     | Fernand Boden            | CSV   | 9 492 | 6,32 |
|     | Lucien Clement           | CSV   | 7 234 | 4,81 |
|     | Marie-Josée Frank-Meyers | CSV   | 6 630 | 4,41 |
|     | Carlo Wagner             | DP    | 6 454 | 4,29 |
|     | Robert Mehlen            | ADR   | 5 692 | 3,79 |
|     | Maggy Nagel              | DP    | 5 535 | 3,68 |
|     | Jos Scheuer              | LSAP  | 5 501 | 3,66 |

#### Élections de 2004
Les élections législatives de 2004 ont eu lieu le 13 juin 2004. Voici les résultats pour ces élections législatives, ceux-ci ne comprennent que les noms des élus.
| Partis                   | Partis                                                           | Voix    | %     | +/-  | Sièges | +/-           |  |
| ------------------------ | ---------------------------------------------------------------- | ------- | ----- | ---- | ------ | ------------- |  |
|                          | Parti populaire chrétien-social (CSV)                            | 64 908  | 38,68 | 6,23 | 3      | en stagnation |  |
|                          | Parti démocratique (DP)                                          | 31 890  | 19,00 | 5,58 | 1      | 1             |  |
|                          | Parti ouvrier socialiste luxembourgeois (LSAP)                   | 27 682  | 16,50 | 1,49 | 1      | en stagnation |  |
|                          | Comité d'action pour la démocratie et des retraites justes (ADR) | 20 754  | 12,37 | 1,21 | 1      | en stagnation |  |
|                          | Les Verts (Gréng)                                                | 20 363  | 12,13 | 3,48 | 1      | 1             |  |
|                          | La Gauche (Lénk)                                                 | 2 214   | 1,32  | 0,31 | 0      | en stagnation |  |
| Total des voix           | Total des voix                                                   | 167 811 | 100   |      |        |               |  |
|                          |                                                                  |         |       |      |        |               |  |
| Votes valides            | Votes valides                                                    | 25 024  | 94,91 |      |        |               |  |
| Votes blancs et nuls     | Votes blancs et nuls                                             | 1 342   | 5,09  |      |        |               |  |
| Total                    | Total                                                            | 26 366  | 100   | -    | 7      | en stagnation |  |
| Abstentions              | Abstentions                                                      | 2 222   | 7,77  |      |        |               |  |
| Inscrits / Participation | Inscrits / Participation                                         | 28 588  | 92,23 |      |        |               |  |

| Nom | Nom            | Parti | Voix   | %    |
| --- | -------------- | ----- | ------ | ---- |
|     | Fernand Boden  | CSV   | 13 652 | 8,14 |
|     | Octavie Modert | CSV   | 9 064  | 5,40 |
|     | Lucien Clement | CSV   | 9 045  | 5,39 |
|     | Carlo Wagner   | DP    | 7 999  | 4,77 |
|     | Jos Scheuer    | LSAP  | 6 453  | 3,85 |
|     | Robert Mehlen  | ADR   | 5 528  | 3,29 |
|     | Henri Kox      | Gréng | 4 972  | 2,96 |

#### Élections de 2009
Les élections législatives de 2009 ont eu lieu le 7 juin 2009. Voici les résultats pour ces élections législatives, ceux-ci ne comprennent que les noms des élus.
| Partis                   | Partis                                            | Voix    | %     | +/-  | Sièges | +/-           |  |
| ------------------------ | ------------------------------------------------- | ------- | ----- | ---- | ------ | ------------- |  |
|                          | Parti populaire chrétien-social (CSV)             | 72 640  | 41,44 | 2,76 | 4      | 1             |  |
|                          | Parti ouvrier socialiste luxembourgeois (LSAP)    | 28 602  | 16,32 | 0,18 | 1      | en stagnation |  |
|                          | Parti démocratique (DP)                           | 26 992  | 15,40 | 3,60 | 1      | en stagnation |  |
|                          | Les Verts (Gréng)                                 | 24 766  | 14,13 | 2,00 | 1      | en stagnation |  |
|                          | Parti réformiste d'alternative démocratique (ADR) | 16 661  | 9,51  | 2,86 | 0      | 1             |  |
|                          | La Gauche (Lénk)                                  | 3 922   | 2,24  | 0,92 | 0      | en stagnation |  |
|                          | Parti communiste luxembourgeois (KPL)             | 1 708   | 0,97  | Nv   | 0      | Nv            |  |
| Total des voix           | Total des voix                                    | 175 291 | 100   |      |        |               |  |
|                          |                                                   |         |       |      |        |               |  |
| Votes valides            | Votes valides                                     | 26 461  | 93,71 |      |        |               |  |
| Votes blancs et nuls     | Votes blancs et nuls                              | 1 776   | 6,29  |      |        |               |  |
| Total                    | Total                                             | 28 237  | 100   | -    | 7      | en stagnation |  |
| Abstentions              | Abstentions                                       | 2 577   | 8,36  |      |        |               |  |
| Inscrits / Participation | Inscrits / Participation                          | 30 814  | 91,64 |      |        |               |  |

| Nom | Nom                    | Parti | Voix   | %    |
| --- | ---------------------- | ----- | ------ | ---- |
|     | Octavie Modert         | CSV   | 12 728 | 7,26 |
|     | Françoise Hetto-Gaasch | CSV   | 11 776 | 6,71 |
|     | Fernand Boden          | CSV   | 11 629 | 6,63 |
|     | Marie-Josée Frank      | CSV   | 11 534 | 6,58 |
|     | Nicolas Schmit         | LSAP  | 7 653  | 4,37 |
|     | Henri Kox              | Gréng | 7 551  | 4,31 |
|     | Carlo Wagner           | DP    | 5 787  | 3,30 |

#### Élections de 2013
Les élections législatives de 2013 ont eu lieu le 20 octobre 2013. Voici les résultats pour ces élections législatives, ceux-ci ne comprennent que les noms des élus.
| Partis                   | Partis                                            | Voix    | %     | +/-  | Sièges | +/-           |  |
| ------------------------ | ------------------------------------------------- | ------- | ----- | ---- | ------ | ------------- |  |
|                          | Parti populaire chrétien-social (CSV)             | 71 727  | 36,89 | 4,55 | 3      | 1             |  |
|                          | Parti démocratique (DP)                           | 36 237  | 18,64 | 3,24 | 2      | 1             |  |
|                          | Parti ouvrier socialiste luxembourgeois (LSAP)    | 28 385  | 14,60 | 1,72 | 1      | en stagnation |  |
|                          | Les Verts (Gréng)                                 | 25 486  | 13,11 | 1,02 | 1      | en stagnation |  |
|                          | Parti réformiste d'alternative démocratique (ADR) | 16 901  | 8,69  | 0,82 | 0      | en stagnation |  |
|                          | La Gauche (Lénk)                                  | 5 941   | 3,06  | 0,82 | 0      | en stagnation |  |
|                          | Parti pirate (PPL)                                | 5 226   | 2,69  | Nv   | 0      | Nv            |  |
|                          | Parti pour la démocratie intégrale (PID)          | 3 018   | 1,55  | Nv   | 0      | Nv            |  |
|                          | Parti communiste luxembourgeois (KPL)             | 1 537   | 0,79  | 0,18 | 0      | en stagnation |  |
| Total des voix           | Total des voix                                    | 194 458 | 100   |      |        |               |  |
|                          |                                                   |         |       |      |        |               |  |
| Votes valides            | Votes valides                                     | 28 907  | 93,52 |      |        |               |  |
| Votes blancs et nuls     | Votes blancs et nuls                              | 2 004   | 6,48  |      |        |               |  |
| Total                    | Total                                             | 30 911  | 100   | -    | 7      | en stagnation |  |
| Abstentions              | Abstentions                                       | 2 930   | 8,66  |      |        |               |  |
| Inscrits / Participation | Inscrits / Participation                          | 33 841  | 91,34 |      |        |               |  |

| Nom | Nom                    | Parti | Voix   | %    |
| --- | ---------------------- | ----- | ------ | ---- |
|     | Françoise Hetto-Gaasch | CSV   | 14 281 | 7,34 |
|     | Octavie Modert         | CSV   | 11 485 | 5,91 |
|     | Léon Gloden            | CSV   | 10 612 | 5,46 |
|     | Maggy Nagel            | DP    | 7 103  | 3,65 |
|     | Henri Kox              | Gréng | 6 271  | 3,23 |
|     | Lex Delles             | DP    | 5 338  | 2,75 |
|     | Nicolas Schmit         | LSAP  | 5 070  | 2,61 |

#### Élections de 2018
Les élections législatives de 2018 ont eu lieu le 14 octobre 2018. Voici les résultats pour ces élections législatives, ceux-ci ne comprennent que les noms des élus.
| Partis                   | Partis                                            | Voix    | %     | +/-  | Sièges | +/-           |  |
| ------------------------ | ------------------------------------------------- | ------- | ----- | ---- | ------ | ------------- |  |
|                          | Parti populaire chrétien-social (CSV)             | 62 156  | 29,41 | 7,48 | 3      | en stagnation |  |
|                          | Parti démocratique (DP)                           | 43 677  | 20,66 | 2,02 | 2      | en stagnation |  |
|                          | Les Verts (Gréng)                                 | 34 930  | 16,53 | 3,42 | 1      | en stagnation |  |
|                          | Parti ouvrier socialiste luxembourgeois (LSAP)    | 27 222  | 12,88 | 1,72 | 1      | en stagnation |  |
|                          | Parti réformiste d'alternative démocratique (ADR) | 20 255  | 9,58  | 0,89 | 0      | en stagnation |  |
|                          | Parti pirate (PPL)                                | 14 761  | 6,98  | 4,29 | 0      | en stagnation |  |
|                          | La Gauche (Lénk)                                  | 6 984   | 3,30  | 0,24 | 0      | en stagnation |  |
|                          | Parti communiste luxembourgeois (KPL)             | 1 396   | 0,66  | 0,13 | 0      | en stagnation |  |
| Total des voix           | Total des voix                                    | 211 381 | 100   |      |        |               |  |
|                          |                                                   |         |       |      |        |               |  |
| Votes valides            | Votes valides                                     | 31 351  | 94,10 |      |        |               |  |
| Votes blancs et nuls     | Votes blancs et nuls                              | 1 965   | 5,90  |      |        |               |  |
| Total                    | Total                                             | 33 316  | 100   | -    | 7      | en stagnation |  |
| Abstentions              | Abstentions                                       | 3 279   | 8,96  |      |        |               |  |
| Inscrits / Participation | Inscrits / Participation                          | 36 595  | 91,04 |      |        |               |  |

| Nom | Nom                    | Parti | Voix   | %    |
| --- | ---------------------- | ----- | ------ | ---- |
|     | Françoise Hetto-Gaasch | CSV   | 12 150 | 5,75 |
|     | Lex Delles             | DP    | 10 396 | 4,92 |
|     | Octavie Modert         | CSV   | 10 222 | 4,84 |
|     | Léon Gloden            | CSV   | 9 754  | 4,61 |
|     | Carole Dieschbourg     | Gréng | 9 752  | 4,61 |
|     | Gilles Baum            | DP    | 7 299  | 3,45 |
|     | Nicolas Schmit         | LSAP  | 5 522  | 2,61 |